# Blondy
Blondy a fost o formație muzicală românească formată din Andreea Bănică și Cristina Rus între anii 2001 - 2005. Formația a fost nominalizată la MTV Europe Music Award for Best Romanian Act în 2006.

## Discografie

### Albume
- 2001: Atât de Aproape
- 2002: O parte Din Tine
- 2004: Dulce și amar
- 2005: Dansez, Dansez (Andreea Banica solo)

### Single-uri
- 2001: Nu Meriți Dragostea Mea
- 2001: Iubește-mă
- 2001: Numele tău
- 2002: Iubește-mă bine
- 2002: Doar o Noapte
- 2002: Vreau Sa Mai Stai Doar o Zi (feat. Directa 5)
- 2003: Cu Tine Vreau Sa Traiesc
- 2004: Te-Am Iubit (feat. MC H)
- 2004: Dulce Si Amar